# 中国人民政治协商会议全国委员会办公厅新闻局
中国人民政治协商会议全国委员会办公厅新闻局（简称全国政协办公厅新闻局），是中国人民政治协商会议全国委员会机关的工作部门之一，隶属中国人民政治协商会议全国委员会办公厅。

## 沿革
1992年，设立中国人民政治协商会议全国委员会新闻办公室（简称全国政协新闻办公室），协调管理全国政协的新闻宣传工作。后与中国人民政治协商会议全国委员会研究室（简称全国政协研究室）设在一起。
2002年，全国政协机关机构改革后，新组建了中国人民政治协商会议全国委员会办公厅研究室（简称全国政协办公厅研究室）。2002年9月24日，全国政协办公厅研究室成立，升格为副部级机构，下设理论局、信息局、新闻局，均为副局级。新闻局即中国人民政治协商会议全国委员会办公厅研究室新闻局（简称全国政协办公厅研究室新闻局），对外又称中国人民政治协商会议全国委员会办公厅新闻办公室（简称全国政协办公厅新闻办公室）。
2006年出台的《中共中央关于加强人民政协工作的意见》提出，“各级党委要积极组织并大力推动关于人民政协的理论研究、宣传和教育工作。”2007年1月，全国政协主席贾庆林在视察人民政协报社时，就做好政协新闻宣传工作作出指示。2007年11月28日，全国政协新闻宣传工作座谈会在北京召开，这是历史上首次召开全国政协新闻宣传工作座谈会，会议以中共十七大精神为指导，依照照《中共中央关于加强人民政协工作的意见》的要求，讨论修改《全国政协关于加强和改进新闻宣传工作的意见》（讨论稿）。
2000年代末，全国政协办公厅新闻办公室升格为中国人民政治协商会议全国委员会办公厅新闻局（简称全国政协办公厅新闻局）。

## 机构设置
- 综合处[8]
- 新闻处[9]
- 宣传处[10]

## 历任领导
全国政协研究室（新闻办公室）
| 主任 …… - 卞晋平（1995年4月—2002年8月，全国政协研究室主任兼新闻办公室主任） | 副主任 …… - 刘正东（2000年6月—2002年7月，全国政协研究室副主任兼新闻办公室副主任） |

全国政协办公厅新闻办公室
| 主任 - 杜亚利（？—？） - 张敬安（？—？） | 副主任 - 张敬安（？—？） |

全国政协办公厅新闻局
| 局长 - 张敬安（？—2016年6月） - 王相伟（2016年—） 巡视员 …… - 张欣欣（？—？） | 副局长 …… - 肖建华（？—？） - 张海霞（？—？） 副巡视员 …… - 张海霞（？—？） - 唐惠秋（？—？） - 肖建华（？—？） |